# Marvin Webster
Marvin Nathaniel Webster (Baltimora, 13 aprile 1952 – Tulsa, 4 aprile 2009) è stato un cestista statunitense, professionista nella ABA e nella NBA.
Il 4 aprile 2009 è stato trovato morto in una camera d'albergo a Tulsa, Oklahoma, con ogni probabilità per un problema coronarico.

## Carriera
Venne selezionato dagli Atlanta Hawks al primo giro del Draft NBA 1975 (3ª scelta assoluta).